# Soyouz 36
Soyouz 36 est un vol du programme spatial soviétique. 
L'équipage vient visiter l'équipe résidant dans la station spatiale Saliout 6. Ils entrent à bord de Soyouz 35, laissant leur vaisseau à l'équipage résident. 
Il s'agit du premier vol spatial d'un citoyen hongrois.

## Équipage
Les nombres entre parenthèses indiquent le nombre de vols spatiaux effectués par chaque individu jusqu'à cette mission incluse.
Décollage :
- Valery Kubasov (3)
- Bertalan Farkas (1)

Atterrissage :
- Viktor Gorbatko (3)
- Pham Tuan (1)

## Paramètres de la mission
- Masse : 6800 kg
- Périgée : 197.5 km
- Apogée : 281.9 km
- Inclinaison : 51.62°
- Période : 89.0 minutes